# Еліпсоїдальні координати

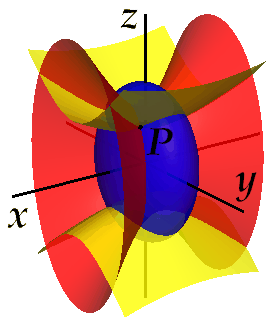
Координатна поверхняn координат еліпсоїда (η,θ,λ) з a=60 і b=40. Синій еліпсоїд належить η=70, червоний однооболонковий гіперболоїд відповідає θ=50, а жовтий двооболонковий λ=30.

Еліпсоїдні координати є тривимірною ортогональною системою координат {\displaystyle (\lambda ,\mu ,\nu )}, що узагальнює двовимірну еліптичну систему координат. На відміну від більшості тривимірних ортогональних систем координат, які мають квадратичні координатні поверхні, еліпсоїдна система координат базується на конфокальних квадриках.

## Інтернет-ресурси
- MathWorld description of confocal ellipsoidal coordinates
- Weisstein, Eric W. Confocal Ellipsoidal Coordinates(англ.) на сайті Wolfram MathWorld.